# Saint-Aubin (Pas-de-Calais)
Saint-Aubin – miejscowość i gmina we Francji, w regionie Hauts-de-France, w departamencie Pas-de-Calais. Nazwa miejscowości pochodzi od imienia św. Albina.
Według danych na rok 1990 gminę zamieszkiwało 197 osób, a gęstość zaludnienia wynosiła 43 osób/km² (wśród 1549 gmin regionu Nord-Pas-de-Calais Saint-Aubin plasuje się na 1017. miejscu pod względem liczby ludności, natomiast pod względem powierzchni na miejscu 718.).